# Paňdžábská kuchyně

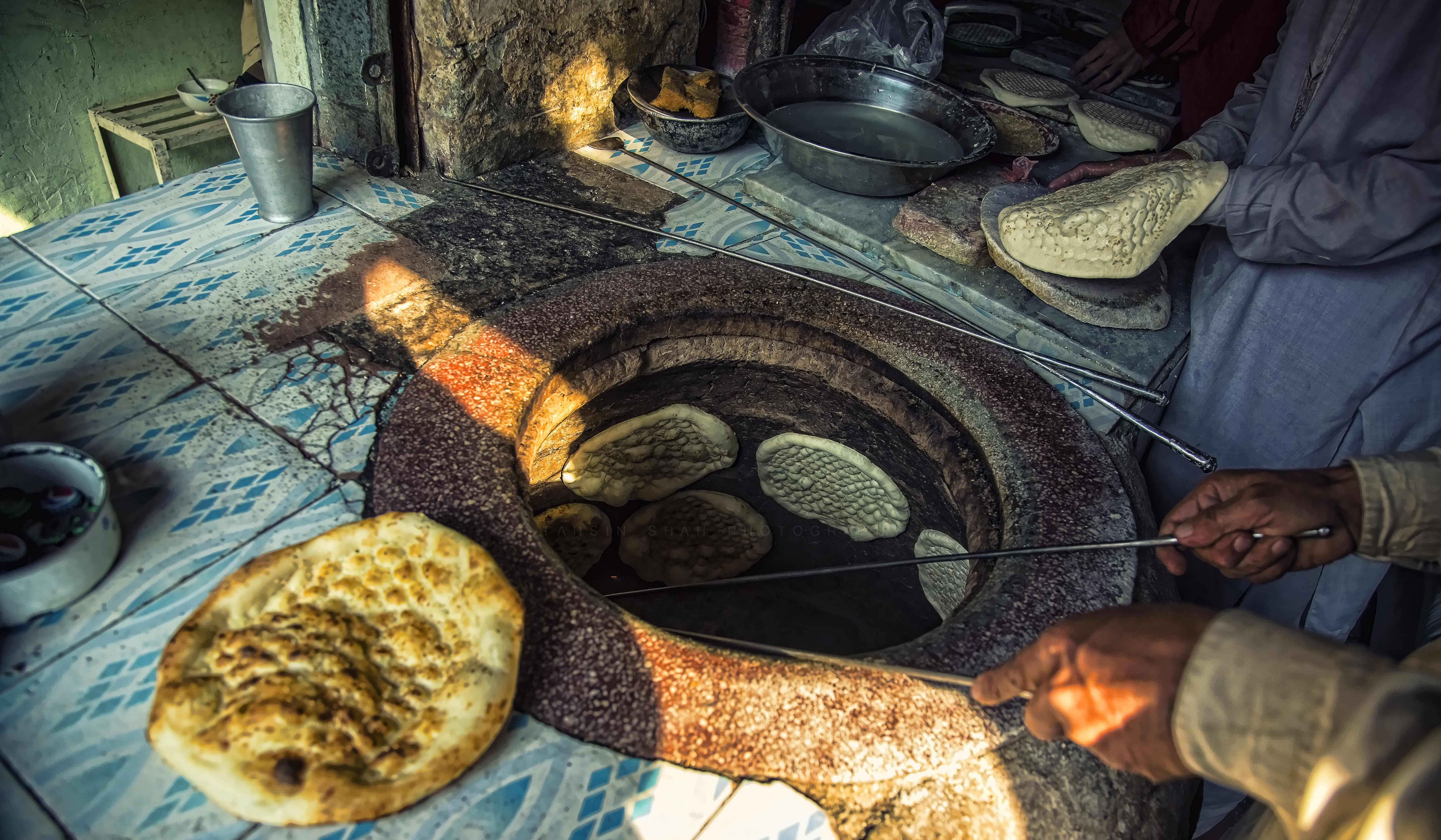
Příprava placek v tandúru

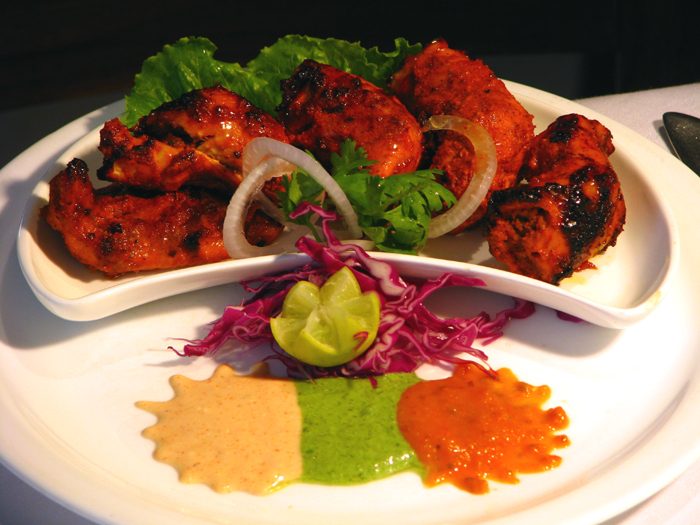
Kuřecí tikka

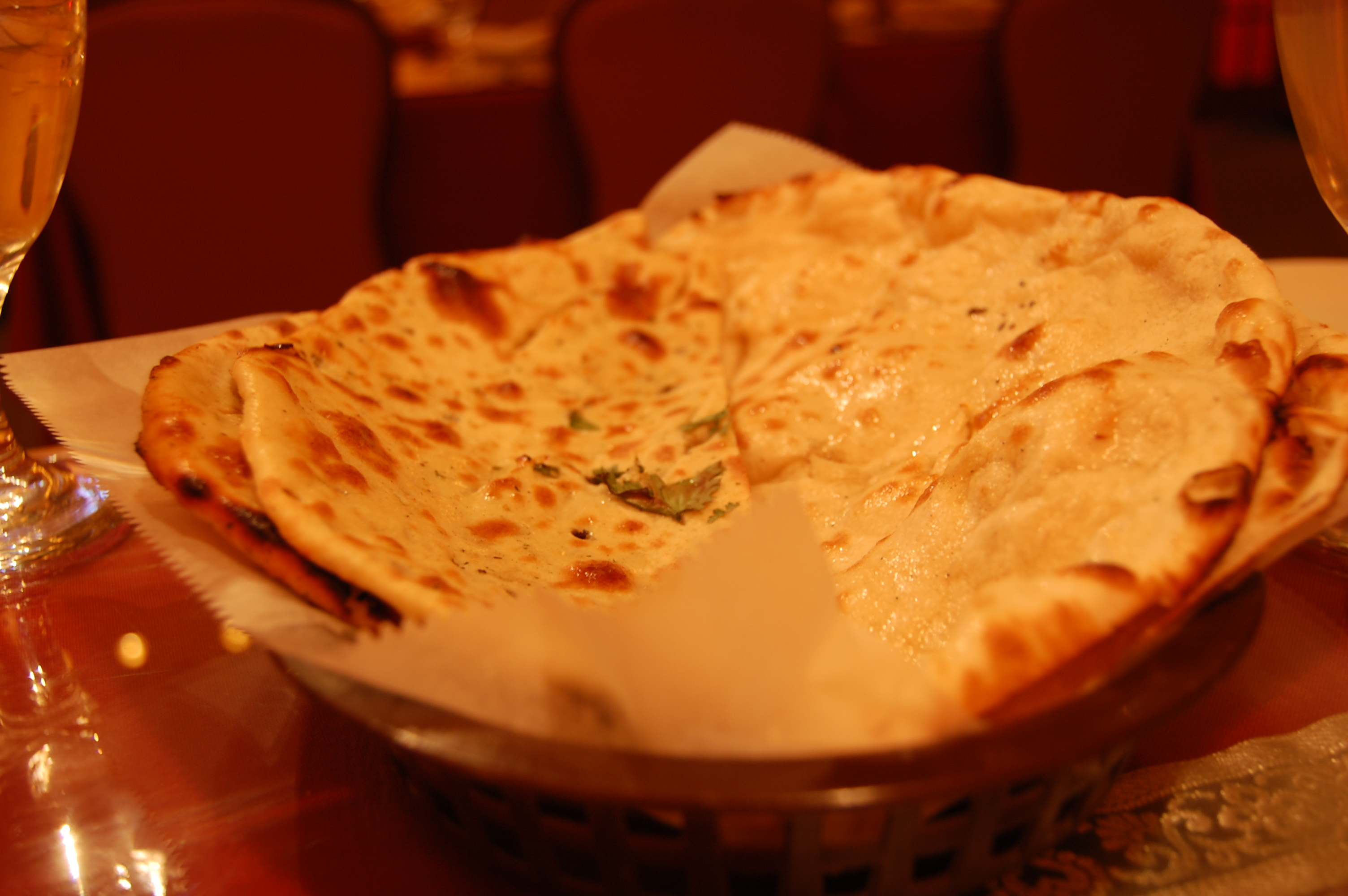
Paratha

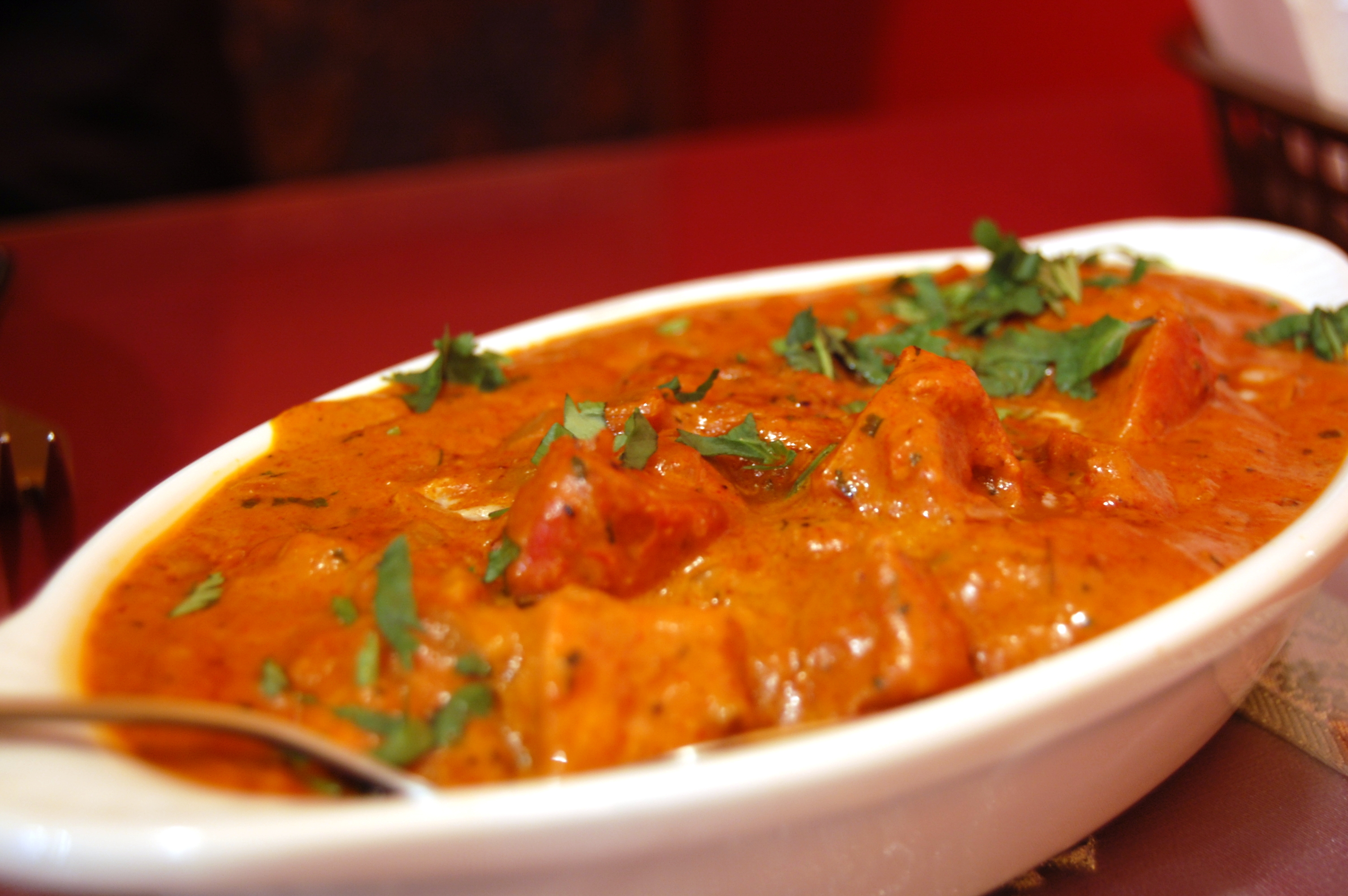
Butter chicken

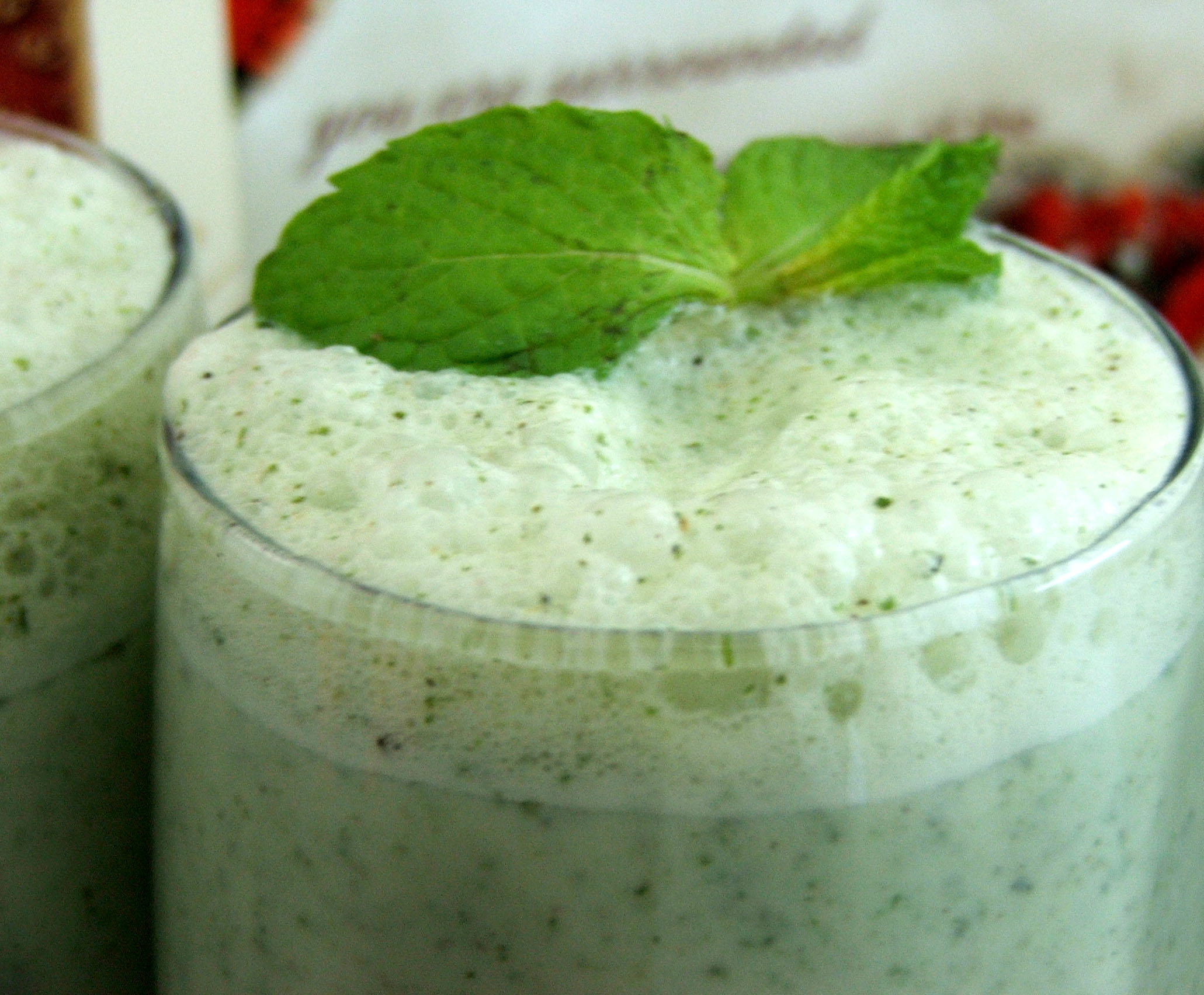
Mátové lasí

Paňdžábská kuchyně (paňdžábsky: ਪੰਜਾਬੀ ਪਕਵਾਨ) je tradiční kuchyní Paňdžábu, regionu ležícího na severu indického subkontinentu, rozděleného mezi Indii a Pákistán, který region má bohatou kulinářskou tradici. Mnoho postupů z paňdžábské kuchyně (především pak používání tandúru) se rozšířilo i do zbytku Indie a mnoha dalších částí světa, kde velká část jídel podávaných v indických restauracích pochází právě z Paňdžábu.
Pro region Paňdžábu jsou typické tzv. dhaby, což jsou menší pouliční restaurace podávající místní pokrmy. Pro část Paňdžábu kde žijí sikhové jsou typické langáry. Langár je součástí každé gurdváry (sikhského náboženského chrámu) a je to veřejné jídelna, kam může přijít jakýkoliv návštěvník a zdarma se zde najíst. Langáry jsou financovány i provozovány dobrovolníky a obvykle podávají lehká vegetariánská jídla, aby se zde mohl najíst kdokoliv bez ohledu na víru. Tradice langárů vychází ze sikhského učení Guru Nánaka, konkrétně z myšlenky, že všichni lidé dohromady tvoří jednu rodinu, tudíž by ke všem mělo být přistupováno s respektem. Největší Langár se nachází ve zlatém chrámu v Amritsaru, kam denně na jídlo chodí přes 100 tisíc lidí.

## Typické suroviny
Mezi nejtypičtější paňdžábské suroviny patří pšenice, rýže (především basmati), luštěniny a mléko. Co se týče spotřeby mléka, Paňdžáb patří mezi regiony s nejvyšší spotřebou na obyvatele v Indii. Nejčastěji se používá mléko kravské a buvolí. Z mléka se vyrábí jogurty, sýry, máslo a ghí, tyto mléčné výrobky mají v paňdžábské kuchyni široké využití. Z masa se nejčastěji využívá drůbež, skopové a kozí, používají se i sladkovodní ryby (kapři, tilápie). Používá se zhruba stejné koření jako ve zbytku Indie, například chilli, římský kmín, koriandr, skořice, bobkový list, kurkuma, nebo kořenící směsi jako je kari nebo garam masála.

## Tandúr
Mezi nejtypičtější zůsoby přípravy jídla v Paňdžábu patří tandúr. S migrací Paňdžábců do zbytku Indie se rozšířil i tento způsob přípravy jídla. Tandúr je hliněná nebo kovová pec, která mívá podobu válce asi metr vysokého, postaveného na základně a zapuštěného do země. Na dně se topí uhlím, nad ním se dá péct maso na jehle. Na stěnách tandúru se pečou placky, na míse, jež zakrývá horní otvor, se připravují omáčky nebo se zde udržují placky v teplém stavu. V některých vesnicích se stavěl jeden tandúr pro všechny místní obyvatele.

## Příklady paňdžábských pokrmů
V Paňdžábu se stejně jako v jiných částech indického subkontinentu podává kari - kousky masa, zeleniny nebo luštěnin v husté kořeněné omáčce, v Paňdžábu mají kari omáčky obvykle základ máslový, jogurtový nebo základ z ghí. Jedním z nejikoničtějších paňdžábských pokrmů je kuřecí tikka, opečené kořeněné kousky kuřete. Tento pokrm zlidověl mj. i v britské kuchyni, jako kuřecí tikka masala, jedná se o kuřecí tikku podávanou v kari omáčce. Velmi podobným pokrmem je také butter chicken (kuře na másle), který ale používá o něco jemnější kari omáčku. Ke kari se obvykle jako příloha podává rýže nebo indické chleby, nejčastěji roti, čapatí nebo naan. Typickým sýrem je panír, který se často nakrájený na kostky podává v různých kari omáčkách. Typickým rýžovým pokrmem je biryani. Mezi další typické pokrmy patří plněné placky paratha nebo plněné smažené taštičky, tzv. samosy.

## Příklady paňdžábských nápojů
Nejtypičtějším nápojem je lasí, jogurtový nápoj obvykle ochucený ovocem. Dále se také velmi často podává čaj nebo různé ovocné šťávy.